# 七谷教堂
39°01′59″N 125°40′30″E / 39.033°N 125.675°E
七谷教堂（：／ Ch'ilgolgyohoe）位於朝鲜平壤市萬景臺區七谷洞的「光復大街」之西側。建立於1992年，可容約100位教友做禮拜。目前由原本供職於平壤神學院的黃民友牧師主事。除主日禮拜外，此教堂在復活節、圣靈降臨節、聖誕節也舉行禮拜儀式。

## 歷史
在朝鮮戰爭時期，朝鮮各地的1,400多個教堂在美國軍隊全面轟炸下化為灰燼。朝鮮的基督新教教徒都希望能新建一所禮拜堂，因此修建了一些基督教堂。

## 建築
外觀：綜色磚組成的典型基督教堂，簡約典雅設計。
內貌：簡潔裝飾，三面牆壁飾以白灰色的壁紙及典雅壁燈，附和以純白垂地窗簾，瑰麗的中央水晶吊燈，配以深色花紋地毯，營造出一派莊肅的氣氛。正面白色牆壁上，除木制十字架外，沒有其他裝飾。鋼琴與聖詩班靜立在左方側，正中央講臺上除十字架外空無一物。 